# Yuncheng (Yunfu)
Yuncheng léase Yin-Cheng (en chino simplificado, 云城区; pinyin, Yúnchéng qū) es un distrito urbano bajo la administración directa de la ciudad-prefectura de Yunfu. Se ubica al oeste de la provincia de Cantón, en el sur de la República Popular China. Su área es de 796 km² y su población total para 2018 fue más de 370 mil habitantes.

## Administración
El distrito de Yuncheng  se divide en 8 pueblos que se administran en 4 subdistrito y 4 poblados.